# GFAJ-1
Halomonas sp. GFAJ-1, или штамм GFAJ-1 — палочковидные экстремофильные бактерии, относятся к гамма-протеобактериям. Найдены учёными НАСА в озере Моно, штат Калифорния (США). Бактерии примечательны своей способностью выживать при очень высоких концентрациях мышьяка. При открытии штамма GFAJ-1 было объявлено, что этот организм встраивает в свою ДНК мышьяк вместо фосфора, являясь таким образом единственной формой жизни на основе мышьяка; это свойство GFAJ-1 не нашло подтверждения.
Научная дискуссия, развернувшаяся после сообщения об открытии, продемонстрировала способность научного сообщества исправлять ошибки и артефакты исследований; история открытия GFAJ-1 стала примером зарождения и развенчания научной ошибки, в соответствии с принципом фальсифицируемости.
Интерес биологов к этой бактерии, возможно, останется, поскольку она отличается исключительной способностью выживать в присутствии ядовитого мышьяка даже после того, как он проник внутрь клетки.

## Открытие

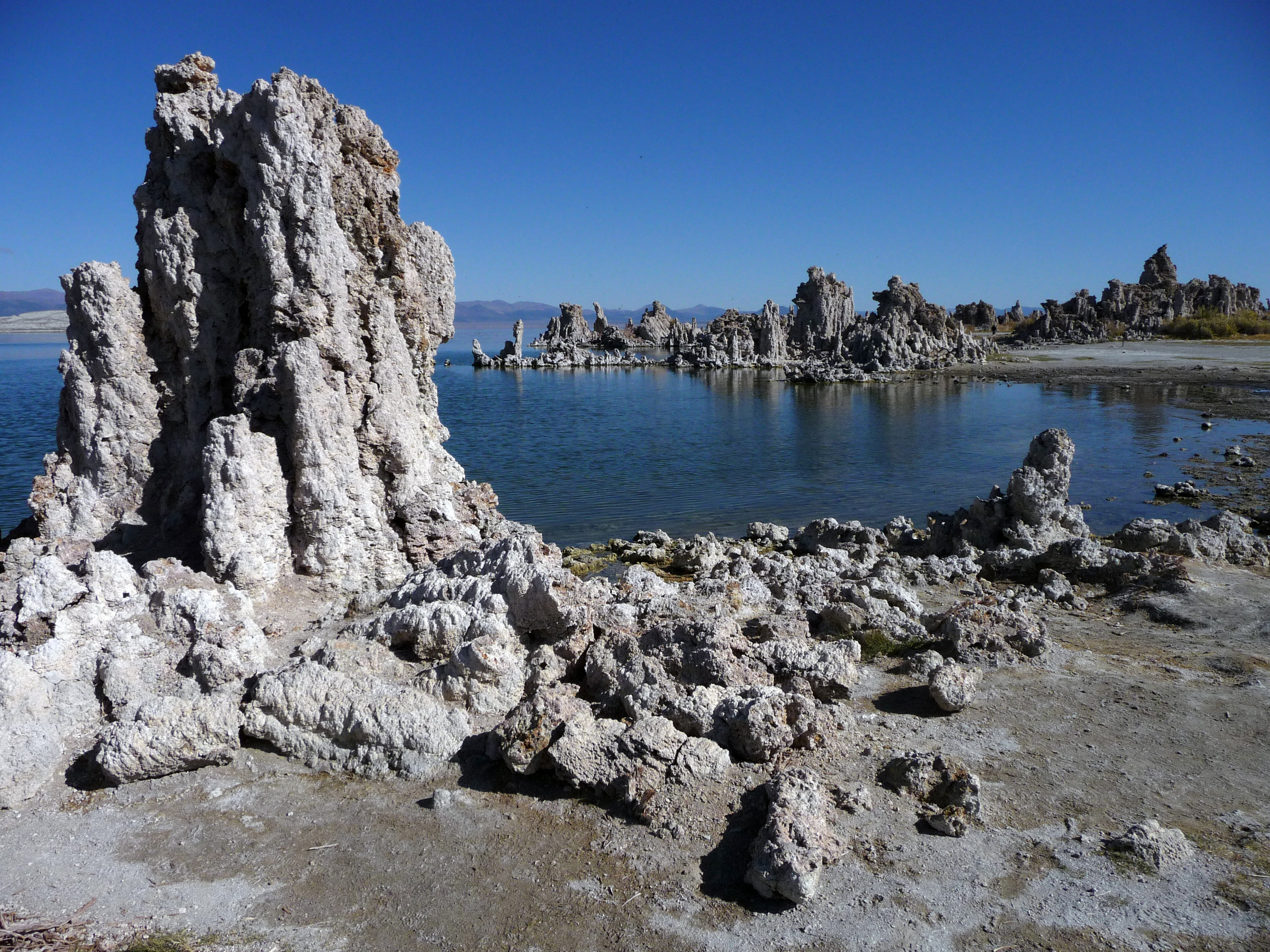
Озеро Моно

Предложенная структура ДНК бактерии

Микроорганизм GFAJ-1 был обнаружен геомикробиологом Фелисой Вулф-Саймон из Астробиологического института НАСА в Менло-Парке, Калифорния. Организм был выделен в чистую культуру в начале 2009 года из отложений, которые исследовательница и её коллеги собрали вдоль берега озера Моно. Это гиперсолёное и очень щелочное озеро, в котором имеется одна из самых высоких естественных концентраций мышьяка в мире (200 мкM/л). Об открытии было широко сообщено 2 декабря 2010.
Учёными было выдвинуто предположение, что эти микроорганизмы в условиях нехватки фосфора способны жить и размножаться, замещая фосфор в составе ДНК на токсичный для других форм жизни мышьяк. По словам Вольф-Саймон: «Мы знали, что некоторые микробы могут дышать мышьяком, но теперь мы нашли микробов, делающих кое-что новое — они выстраивают части собственного организма из мышьяка».
Предположения о возможности существования организмов, у которых роль фосфора может выполнять мышьяк, выдвигались и ранее. Открытие организма, использующего в своей биохимии элементы, отличающиеся от общих для земной жизни углерода, кислорода, водорода, азота, фосфора и серы, могло бы добавить вес гипотезе об альтернативной биохимии и помочь в понимании возможных путей эволюции земной жизни и в поиске жизни на других планетах.
Фосфор является одним из необходимых элементов жизни. Он входит в состав аденозинтрифосфата, универсального переносчика энергии клетки. Также фосфор является составной частью фосфолипидов, формирующих мембраны клеток.
Однако сообщение о том, что мышьяк может образовывать такие же устойчивые органические соединения, что и фосфор, вызвало волну критики в мировом научном сообществе. В частности, указывалось, что не был проведен рентгеноструктурный анализ ДНК, который смог бы дать точный ответ на вопрос, присутствует ли мышьяк в ДНК бактерии.
Критики, подвергающие сомнению связь между содержанием мышьяка в организме бактерии и использованием его в качестве компонентов организма, указывали на возможность существования механизма изоляции крупинок мышьяка в вакуолях, наподобие механизма изоляции серы в серных бактериях.
Выдвигалось также предположение, что мышьяк используется бактериями не для построения ДНК, а ограничивается использованием мышьяколипидов, из которых, теоретически, могут быть построены клеточные мембраны, причём, скорее всего, из-за химической нестабильности мышьяколипидов, в комбинации с фосфолипидами.

## Опровержение

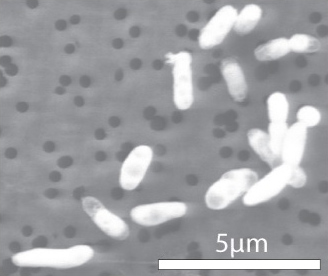
Фото бактерии GFAJ-1, растущих в среде с фосфором. (Из статьи F. Wolfe-Simon и J. Switzer Blum)

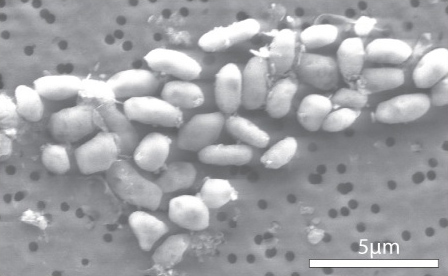
Фото бактерии GFAJ-1, растущих в среде с мышьяком. (Из статьи F. Wolfe-Simon и J. Switzer Blum)

Через два года после открытия сразу две независимые группы исследователей опровергли факт существования биологически значимого мышьяка в ДНК бактерии.
Профессор Розмари Рэдфилд в своём блоге 4 декабря 2010 года, анализируя статью Фелисы Вольф-Саймон, написала о том, что «высокотехнологичным методам определения содержания мышьяка, вроде масс-спектрометрии, предшествовали крайне примитивные методы выделения и очистки».
21 июня 2011 года профессор получила для исследования живой штамм GFAJ-1. Ещё полгода потребовалось группе под руководством Рэдфилд (Университет Британской Колумбии, Ванкувер, Канада; Принстонский университет, США; Медицинский институт Говарда Хьюза, США), чтобы разобраться с условиями роста штамма GFAJ-1 в условиях избытка, или наоборот, недостатка различных элементов (калия, кальция, натрия, фосфора, мышьяка). Наконец, 14 января 2012 года, были обнародованы результаты. Из двух культур штамма, одна из которых была выращена в условиях избытка мышьяка, а вторая — при его отсутствии, была выделена ДНК. В результате, по данным центрифугирования в CsCl-градиенте и масс-спектрометрии мышьяк не был обнаружен ни в одной из проб. Таким образом, было доказано, что мышьяк не встраивается в ДНК бактерии GFAJ-1. Наличие мышьяка в работах Вольф-Саймон объяснялось небрежными методами очистки.
Группа исследователей из Института микробиологии Высшей технической школы Цюриха (Швейцария) показала, что даже в условиях недостатка фосфора и избытка соединений мышьяка бактерии до последнего будут использовать фосфор. Если концентрация фосфора падает ниже некоторого предельно допустимого значения, рост бактерий прекращается, и никакой мышьяк помочь им не в состоянии. Органические молекулы с мышьяком действительно могут попадаться в бактериях GFAJ-1, но, как оказалось, эти молекулы образуются абиотическим образом, то есть без помощи бактериальных ферментов, и самой бактерией не используются.
Некоторые СМИ утверждают, что «группа биологов из Ванкуверского университета Британской Колумбии опровергла свои же выводы». Однако это неверно — открывателями бактерии (и авторами утверждения о наличии мышьяка в ДНК) является группа Ф. Вулф-Саймон, Астробиологический институт НАСА, Калифорния, США.
В октябре 2012 года опубликована статья, авторы которой показали, что поверхностные белки GFAJ-1 связывают преимущественно фосфаты. Такое поведение наблюдалось даже тогда, когда концентрация арсенатов в среде была в 4,5 тысячи раз больше, чем фосфатов.